# Måbødalen
La vall de Måbø (o Måbødalen en noruec) és una estreta vall situada al municipi d'Eidfjord, al comtat de Hordaland, Noruega. La vall, de 7 quilòmetres de llargada, comença al poble d'Øvre Eidfjord i acaba al costat occidental de l'altiplà de Hardangervidda. La vall conté una de les cascades més importants del país: Vøringsfossen, que és fàcilment accessible a través de la Carretera Nacional de Noruega 7 (Rv7).

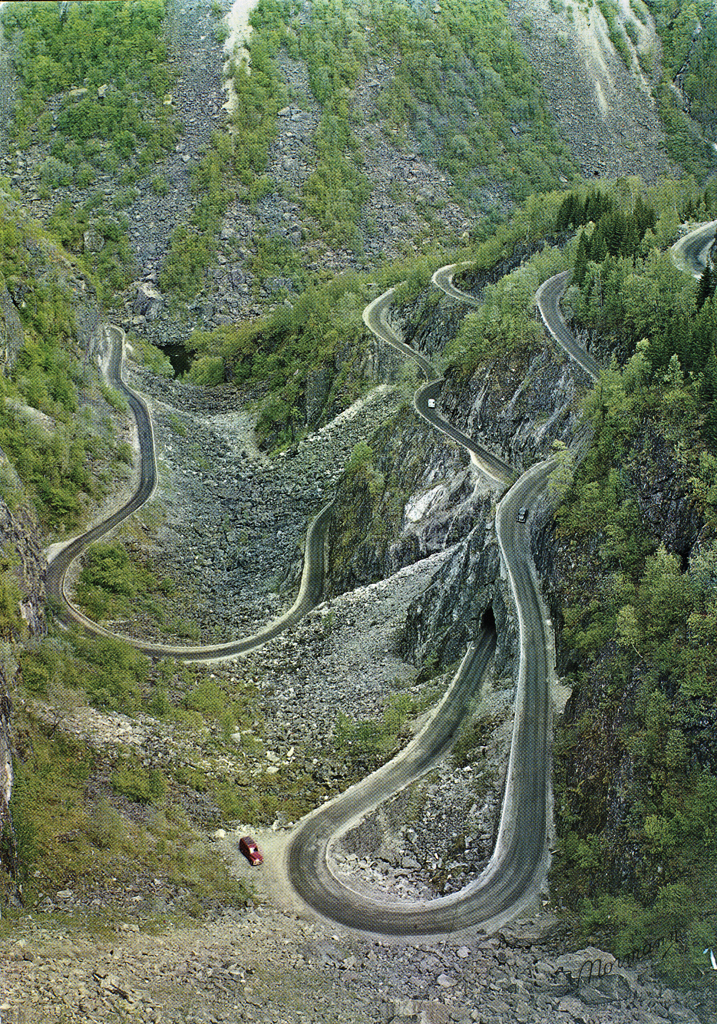
Vista de la carretera "vella" a través de la vall de Måbø.

La primera carretera a través de la vall de Måbø va ser construïda entre el 1900 i el 1916. Consta de tres túnels i tres ponts, que es caracteritzen per les seves nombroses corbes tancades. Actualment la carretera és àmpliament utilitzada pels vianants i els ciclistes, i és considerada un bon exemple de la tècnica de carreteres del segle xx. Aquesta va ser la primera connexió per carretera entre l'est i l'oest de Noruega per l'altiplà de Hardangervidda quan finalment es va completar el 1928. El 1986 es va obrir una nova carretera a través de la vall, que va substituir l'antiga carretera (que no va ser eliminada). La nova carretera és més àmplia i té molts més túnels per reemplaçar l'antiga, que és molt estreta i totes les seves corbes són tancades. El 1988 es va produir un accident a la nova carretera en el qual hi van morir 15 persones.
L'hotel Fossli està situat al cim de la muntanya, amb vistes a la vall de Måbø i a la cascada Vøringsfossen, just al costat de la carretera. L'hotel posseeix un piano Zimmermann on Edvard Grieg va compondre Cançons populars de Noruega, Opus 66 (1896). El 1854, Johan Christian Dahl va pintar a la vall de Måbø una pintura de paisatge de la zona. La pintura es troba al museu d'art de Bergen.